# 헌트 남작 존 헌트

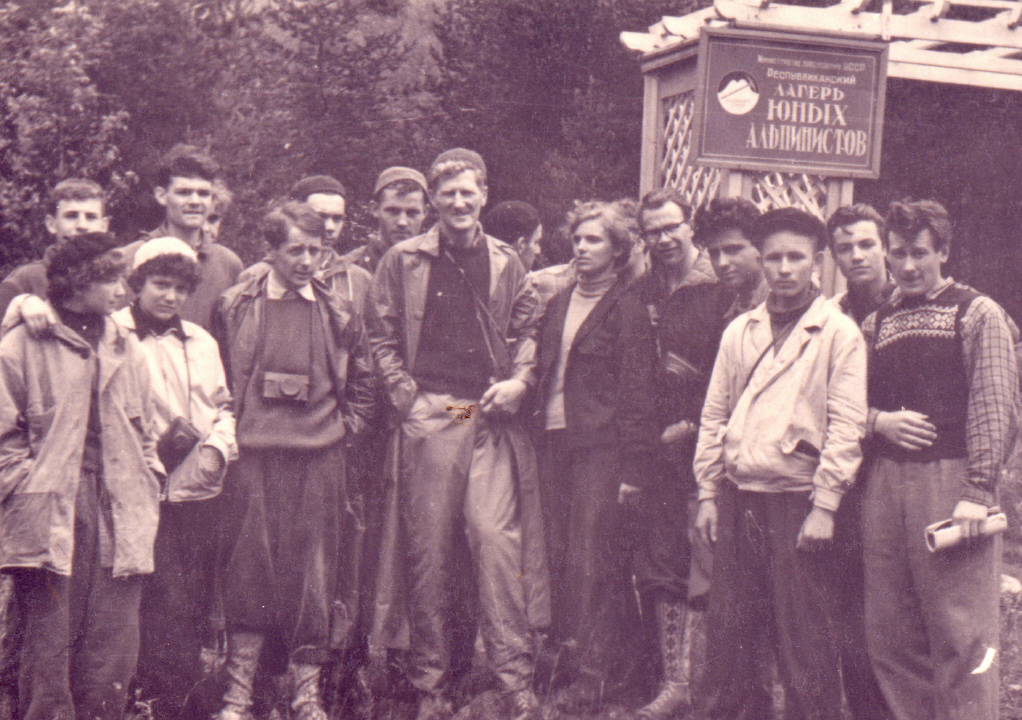
존 헌트 (1958년, 가운데의 인물)

헌트 남작 헨리 세실 존 헌트 준장(Brigadier Henry Cecil John Hunt, Baron Hunt, KG, CBE, 1910년 6월 22일 ~ 1998년 11월 7일)는 영국의 군인이자 산악인이다.
인도의 심라에서 인도 주둔 영국 육군 장교의 아들로 태어났으며, 이후 그의 아버지는 영국 육군 대령 예편하였고, 그 또한 1929년 6월, 영국 육군 소위 임관 후 육군 장교 시절 영국 육군 대령(Colonel)으로 인도에 오랫동안 머물렀다. 1946년 6월, 영국에 귀국한 그는 1948년 3월, 영국 육군 준장 진급하였고 이듬해 1949년 12월, 영국 육군 준장 예편하였다.
1953년 영국 에베레스트 원정대의 원정대장으로, 에베레스트 산 첫 등반을 이뤄냈다.

## 서훈
- 1945년 대영 제국 훈장 3등급(CBE, 군(軍) 부문)[1]
- 1953년 기사 작위(Knight Bachelor) 서임[2]
- 1966년 남작으로 승작(Baron Hunt of Llanfair Waterdine)[3]
- 1979년 가터 훈장(KG)[4]